# Otto Weidinger
Otto Weidinger né le 27 mai 1914 à Wurtzbourg (royaume de Bavière) et mort le 11 janvier 1990 à Aalen (Allemagne) était un membre de la Waffen-SS et le dernier commandant du 4e régiment « Der Führer » de la 2e panzerdivision SS Das Reich, au cours de la Seconde Guerre mondiale ; SS-Obersturmbannführer, il a été décoré de la croix de fer.

## Biographie

### Carrière
Issu de la moyenne bourgeoisie, Otto Weidinger rejoint l'Allgemeine SS en juillet 1933, puis s'inscrit au NSDAP en septembre de la même année. Après une formation à Dachau, il rejoint en novembre 1934 la SS-Verfügungstruppe, qui préfigure la Waffen-SS.
Promu au grade de caporal en mars 1935, il reçoit ensuite une formation dans l'école des cadets de la SS à Brunswick. Il participe à l'Anschluss et est ensuite promu comme sergent-chef, puis comme adjudant et décoré. Weidinger prend également part à l'occupation du territoire des Sudètes, ce qui lui vaut sa seconde décoration, puis à l'invasion des Balkans, au cours de laquelle son unité se rend coupable de massacre par fusillades et pendaisons à Pančevo, avant la prise de Belgrade. Après le déclenchement de l'invasion de l'Union soviétique, il est promu capitaine, puis commandant du bataillon de reconnaissance de la division. Il fait partie des 5 000 hommes du dernier groupe de combat engagé dans la retraite d'Ukraine en avril 1944.

### Après la Seconde Guerre mondiale
La guerre terminée, Otto Weidinger fut traduit devant un tribunal français chargé d’enquêter sur son implication possible dans le massacre d'Oradour-sur-Glane et de celui du massacre de Tulle, mais il fut acquitté de tous les chefs d’accusation pour manque de preuves.
Otto Weidinger était membre de l’association d’entraide des membres de l’ancienne Waffen-SS (HIAG). Après une intervention de Paul Hausser, dont Weidinger était le confident, il en fut élu premier porte-parole fédéral en janvier 1958 ; il démissionna cependant en novembre 1958 en raison de conflits internes relatifs à l’admission dans la HIAG des SS-Totenkopfverbände qui servaient comme gardiens dans les camps de concentration. Son successeur fut Kurt Meyer.
Après 1958, Otto Weidinger travailla comme auteur et publiciste pour la HIAG. On trouve de nombreux articles de lui dans la revue Der Freiwillige, l’organe de la HIAG. Entre 1967 et 1982, il publia une histoire en cinq volumes et 2 000 pages de la 2e SS-Panzer-Division "Das Reich", publié aux éditions Munin-Verlag, fondées et dirigées par HIAG. Dans la préface, Otto Weidinger assurait qu’il ne voulait pas faire l’apologie de la guerre ni glorifier des idées ni des époques. Dans le contexte de discussions publiques, par exemple sur le massacre d’Oradour, Otto Weidinger avait voulu agir, prétendait-il, contre une certaine vision de l’histoire.

## Publications
Otto Weidinger est également l'auteur de plusieurs ouvrages négationnistes dont Tulle et Oradour, une tragédie franco-allemande parlant des massacres de Tulle et d'Oradour-sur-Glane, édité à compte d'auteur, dont la circulation, la distribution et la mise en vente ont été interdites en France par un arrêté du ministre de l'intérieur du 10 janvier 1991 en application du décret-loi (abrogé) du 6 mai 1939.

## Décorations
- Insigne de combat d'infanterie en Argent
- Insigne des blessés en Argent
- Croix allemande en or (26 novembre 1943)
- Croix de fer (1939)
  - 2e classe
  - 1re Classe
- Insigne du combat rapproché en bronze
- Insigne de destruction de chars
- Croix de chevalier de la croix de fer avec feuilles de chêne et glaives
  - Croix de chevalier le 21 avril 1944 en tant que Sturmbannführer et commandant du SS-Panzer-Aufklärungs-Abteilung 2 "Das Reich"
  - 688e feuilles de chêne le 26 décembre 1944 en tant que Obersturmbannführer et commandant du SS-Panzergrenadier-Regiment 4 "Der Führer"
  - 150e glaives le 6 mai 1945 en tant que Obersturmbannführer  et commandant du SS-Panzergrenadier-Regiment 4 "Der Führer" [5]